# Grand Blue
Grand Blue (jap. ぐらんぶる Guranburu) – manga opracowana przez Kenjiego Inoue i zilustrowana przez Kimitake Yoshiokę, publikowana w magazynie „Good! Afternoon” wydawnictwa Kōdansha od kwietnia 2014.
Na podstawie mangi powstał serial anime wyprodukowany przez studio Zero-G oraz film live action w reżyserii Tsutomu Hanabusy. Premiera drugiego sezonu odbyła się w lipcu 2025. Za jego produkcję odpowiadają studia Zero-G i Liber.

## Fabuła
Iori Kitahara przybywa na półwysep Izu, aby rozpocząć studia na uniwersytecie. Pewnego dnia pojawia się przed sklepem „Grand Blue” będącym własnością jego wujka. Szybko jednak poznaje lokalny klub nurkowy, do którego należą mężczyźni spędzający więcej czasu na piciu, imprezowaniu i chodzeniu nago, niż na nurkowaniu. Pomimo prób zdystansowania się od grupy, jego kuzyni próbują pokazać Ioriowi cuda nurkowania w oceanie i morzu.

## Bohaterowie
Iori Kitahara (jap. 北原 伊織 Kitahara Iori)
Seiyū: Yūma Uchida 
Główny bohater serii i student klasy mechanicznej na Uniwersytecie Izu. Jest członkiem miejscowego klubu nurkowego, mimo że nie potrafi pływać. Początkowo próbuje prowadzić normalne życie, jednakże szybko zostaje wciągnięty do klubu nurkowego „Peek a Boo”, gdzie często kończy pijany i nagi. Iori lubi też grać w tenisa, siatkówkę i inne sporty wymagające precyzyjnego celowania. Często wydaje się być zdystansowany i wypaczony, ale ceni sobie relacje z przyjaciółmi i rodziną. Chociaż nie jest krewny z Chisą i Nanaką, uważa ich za rodzinę. W przeszłości lubił pisać piosenki i marzył o stworzeniu zespołu muzycznego.
Chisa Kotegawa (jap. 古手川 千紗 Kotegawa Chisa)
Seiyū: Chika Anzai 
Kuzynka Ioriego i koleżanka z klasy na Uniwersytecie Izu. Jest inteligentną i atrakcyjną dziewczyną z pasją do nurkowania. W porównaniu z innymi członkami klubu „Peek a Boo”, Chisa jest zrównoważona i rzadko imprezuje z grupą, i często jest postrzegana jako jedyna normalna osoba. Udaje, że jest w związku z Iorim, aby pozostali chłopcy zostawili ją w spokoju. Często zachowuje się dość chłodno i akceptuje zboczone zachowanie Ioriego, ale troszczy się o niego i nie lubi otwarcie wyrażać swoich uczuć. Słucha dźwięków oceanu zamiast muzyki i często widzi Ioriego, jak pozostali imprezują.
Toshio Kotegawa (jap. 古手川 登志夫 Kotegawa Toshio)
Seiyū: Shinji Kawada 
Właściciel sklepu nurkowego Grand Blue i wujek Ioriego, a także ojciec Chisy i Nanaki.
Nanaka Kotegawa (jap. 古手川 奈々華 Kotegawa Nanaka)
Seiyū: Maaya Uchida 
Zmysłowa kobieta i instruktorka nurkowania w klubie Grand Blue, która głównie obserwuje wybryki członków klubu. Jest potajemnie zauroczona Chisą, pomimo że jest jej siostrą, ale przyznaje, że jeśli Iori i Chisa będą w związku, będzie ich wspierać. Jest najmniej zaangażowana w imprezy alkoholowe, z drugiej strony członkowie klubu są bardziej powściągliwi w rozbieraniu się i piciu w jej obecności.
Kōhei Imamura (jap. 今村 耕平 Imamura Kōhei)
Seiyū: Ryōhei Kimura 
Najlepszy przyjaciel Ioriego, z którym ma przyjazną rywalizację. Kōhei to otaku, który często nosi koszulki ze swoją ulubioną postacią z anime. Przybył na uniwersytet, aby spełnić swoje marzenie o prowadzeniu haremu ślicznych licealistek. W końcu zostaje wciągnięty w klub „Peek a Boo” i łatwo nim manipulować dzięki miłości do znanych aktorów głosowych. Później ma obsesję na punkcie młodszej siostry Ioriego, podziwia Kayę Mizuki. Na pierwszy rzut oka jego związek z Iori może wydawać się związany z przemocą i nieporozumieniami, jednak troszczy się o dobre samopoczucie swojego przyjaciela i jest niezawodny.
Shinji Tokita (jap. 時田 信治 Tokita Shinji)
Seiyū: Hiroki Yasumoto 
Starszy student Izu i członek klubu „Peek a Boo”, który często upija siebie i innych członków klubu. Tokita jest wysokim i wyluzowanym studentem, który uwielbia imprezować. Jednak, podobnie jak inni członkowie klubu, szczerze kocha nurkowanie.
Ryūjirō Kotobuki (jap. 寿 竜次郎 Kotobuki Ryūjirō)
Seiyū: Katsuyuki Konishi 
Starszy uczeń Izu i członek klubu „Peek a Boo”, który często upija siebie i innych członków klubu. Ryūjirō jest podobny do Shinjiego zarówno pod względem wyglądu, jak i osobowości. Ryūjirō może być zaskakująco charyzmatyczny, nawet gdy inni członkowie imprezują. Pracuje jako profesjonalny barman na pół etatu.
Azusa Hamaoka (jap. 浜岡 梓 Hamaoka Azusa)
Seiyū: Toa Yukinari 
Starsza studentka z Oumi Women’s College i członkini klubu „Peek a Boo”, która często bawi się z innymi starszymi członkami, mimo że jest jedną z niewielu kobiet w klubie. Azusa przyznaje również, że jest biseksualna. Pociąga ją zarówno Shinji, jak i Nanaka, jednak błędnie uważa, że Iori pociąga seksualnie Kōheia. Jest bardzo wyluzowana w swoim wyglądzie. Mimo że wydaje się być wyuzdaną kobietą, ceni sobie przyjaźnie, zwłaszcza z Shinjim, Ryūjirō i Nanaką.
Aina Yoshiwara (jap. 吉原 愛菜 Yoshiwara Aina)
Seiyū: Kana Asumi 
Studentka Oumi Women’s College i była członkini klubu tenisowego „Tinkerbell”. Ma obsesję na punkcie makijażu, który nakłada na twarz, próbując zyskać popularność wśród facetów. Aina dołącza do klubu „Peek a Boo” po tym, jak Iori i Kōhei stają w jej obronie. Bez makijażu Aina jest bardziej łagodna i często odgrywa rolę „tsukkomi” wobec szalonych wygłupów wokół niej. Chociaż początkowo spotyka się z Kōhei'em, rozwija romantyczne uczucia do Iori'ego. Przybiera odważniejszy wygląd, posiadając makijaż. Jest jedyną osobą w grupie, która nie umie dobrze gotować i jest najbardziej niezdarna ze wszystkich. Jest trochę romantyczką i często czuje, że jest sama, myśląc o tym w klubie.
Kudō-kaichō (jap. 工藤会長)
Seiyū: Jun Fukuyama 
Kapitan klubu tenisowego „Tinkerbell” i atrakcyjny playboy, który publicznie upokorzył Ioriego i Kōheia z powodu złego traktowania Ainy.
Kaya Mizuki (jap. 水木 カヤ Mizuki Kaya)
Seiyū: Nana Mizuki 
Słynna aktorka głosowa i idolka. Jest przyjaciółką Azusy i ma spore mniemanie o Iorim.
Hajime Nojima (jap. 野島 元 Nojima Hajime)
Seiyū: Takuya Eguchi 
Jeden z kolegów z klasy Ioriego na Uniwersytecie Izu. Samozwańczy playboy, któremu w dużej mierze nie udaje się przyciągnąć kochanki. Chociaż stara się być charyzmatyczny, zwykle wychodzi mu to na marne.
Shinichirō Yamamoto (jap. 山本 信一郎 Yamamoto Shinichirō)
Seiyū: Junya Enoki 
Jeden z kolegów z klasy Ioriego na Uniwersytecie Izu. Niesamowicie nieokiełznany w pragnieniu znalezienia dziewczyny, często droczy się z przyjaciółmi, że pozostanie do końca życia prawiczkiem.
Kenta Fujiwara (jap. 藤原 健太 Fujiwara Kenta)
Seiyū: Robert Waterman 
Jeden z kolegów z klasy Ioriego na Uniwersytecie Izu. Muskularny mężczyzna oraz najbardziej przyzwoity i niewinny z przyjaciół Ioriego.
Yū Mitarai (jap. 御手洗 優 Mitarai Yū)
Seiyū: Natsuki Hanae 
Jeden z kolegów z klasy Iori na Uniwersytecie Izu. W przeciwieństwie do większości, Yū pozostaje w związku ze swoją przyjaciółką z dzieciństwa Rie. Jego przyjaciele natychmiast próbują sabotować, gdy się o tym dowiadują.
Shiori Kitahara (jap. 北原 栞 Kitahara Shiori)
Młodsza siostra Ioriego, uczennica trzeciej klasy gimnazjum, która często chodzi w starym kimonie. Udaje, że okazywała uczucia Ioriego, podczas gdy potajemnie próbuje zmusić go do przejęcia ryokanu na własność ich rodziny. Później rozwija autentyczne relacje ze swoim bratem.

## Manga
Pierwszy rozdział mangi został opublikowany w magazynie „Good! Afternoon” 7 kwietnia 2014, natomiast pierwszy tom w formie tankōbon trafił do sprzedaży 7 listopada tego samego roku. Według stanu na 7 kwietnia 2025, wydano do tej pory 24 tomy.
Amerykańska premiera mangi odbyła się 10 lipca 2018 i wydawana jest nakładem wydawnictwa Penguin Random House pod tytułem Grand Blue Dreaming.
Polskie wydanie mangi zostało zapowiedziane 30 stycznia 2020. Pierwotnie premiera mangi planowana była na maj i miała odbyć się podczas Pyrkonu 2020, jednak w związku z przesunięciem terminu konwentu została ona przełożona na lipiec. 29 czerwca ogłoszono, że pierwszy tom zostanie wydany przedpremierowo 17 lipca podczas Letniego Festiwalu Mangowego w sieci sklepów Yatta.pl. 6 lipca wydawnictwo podało do wiadomości, że oficjalna premiera mangi w Polsce będzie miała miejsce 27 lipca. Kolejne tomy ukazują się nakładem wydawnictwa Studio JG pod imprintem Osiem Macek.
| Nr | Język japoński      | Język japoński         | Język polski                                               | Język polski           |
| Nr | Data wydania        | ISBN                   | Data wydania                                               | ISBN                   |
| --- | ------------------- | ---------------------- | ---------------------------------------------------------- | ---------------------- |
| 1 | 7 listopada 2014    | ISBN 978-4-06-387990-2 | 17 lipca 2020 (przedpremierowo) 27 lipca 2020 (oficjalnie) | ISBN 978-83-8001-567-8 |
| Lista rozdziałów - 01. Deep Blue (jap. ディープブルー Dīpu burū) - 02. Impreza powitalna (jap. 新歓コンパ Shinkan konpa) - 03. Pokój wizytówką człowieka (jap. マイルーム Mai rūmu) - 04. Podwodny świat (jap. 水の中で Mizu no naka de) |                     |                        |                                                            |                        |
| 2 | 5 grudnia 2014      | ISBN 978-4-06-388018-2 | 28 września 2020                                           | ISBN 978-83-8001-623-1 |
| Lista rozdziałów - 05. Nowy świat (jap. 新世界 Shin sekai) - 06. Starsza dziewczyna (jap. 年上の女 Toshiue no onna) - 07. Wybory Miss (jap. ミスコン Misukon; Misskon) - 08. PARUW-kon (jap. 男コン Dankon) - S01. Barany kontra egzamin (jap. バカとテストとカンニング Baka to tesuto to kanningu)                                                                 |                     |                        |                                                            |                        |
| 3 | 7 kwietnia 2015     | ISBN 978-4-06-388053-3 | 30 listopada 2020                                          | ISBN 978-83-8001-659-0 |
| Lista rozdziałów - 09. Po juwenaliach (jap. 後の祭り Ato no matsuri) - 10. Grupowa randka (jap. 合コン Gōkon) - 11. Pierwszy raz w parze (jap. 初バディ Hatsu badi) - 12. Debel (jap. ダブルス Daburusu) - S02. Normalna impreza (jap. 普通の飲み会 Futsū no nomikai)                                                                                               |                     |                        |                                                            |                        |
| 4 | 7 września 2015     | ISBN 978-4-06-388081-6 | 15 lutego 2021                                             | ISBN 978-83-8001-700-9 |
| Lista rozdziałów - 13. Domówka (jap. 部屋飲み Heya nomi) - 14. Koktajle dla prawdziwych mężczyzn (jap. 男のカクテル Otoko no kakuteru) - 15. Na zakupy! (jap. ショッピング！ Shoppingu!) - 16. Okinawa wita (jap. 沖縄上陸 Okinawa jōriku) - 17. Miejsce bez kłamstw (jap. ウソのない場所 Uso no nai basho)                                                         |                     |                        |                                                            |                        |
| 5 | 5 lutego 2016       | ISBN 978-4-06-388115-8 | 28 kwietnia 2021                                           | ISBN 978-83-8001-735-1 |
| Lista rozdziałów - 18. To nieporozumienie (jap. 誤解なんだが Gokai nanda ga) - 19. Czas próby (jap. 試練 Shiren) - 20. Nurkowanie z łodzi (jap. ボートダイビング Bōto daibingu) - 21. Otori (jap. オートリ Otōri) - S03. Jeden za wszystkich, wszyscy za jednego (jap. 団結 Danketsu)                                                                               |                     |                        |                                                            |                        |
| 6 | 5 sierpnia 2016     | ISBN 978-4-06-388164-6 | 30 czerwca 2021                                            | ISBN 978-83-8001-760-3 |
| Lista rozdziałów - 22. Babska impreza (jap. 女子会 Joshikai) - 23. Turniej biletowy (jap. チケット争奪戦 Chiketto sōdatsu-sen) - 24. Pierwszy raz na żeńskim uniwerku (jap. はじめての女子大 Hajimete no joshidai) - 25. Wielki powrót (jap. 再びの女子大 Futatabi no joshidai) - S04. List (jap. 手紙 Tegami)                                                      |                     |                        |                                                            |                        |
| 7 | 7 grudnia 2016      | ISBN 978-4-06-388220-9 | 31 sierpnia 2021                                           | ISBN 978-83-8001-795-5 |
| Lista rozdziałów - 26. Sami w domu (jap. 留守番 Rusuban) - 27. Młodsza siostra (jap. 妹 Imōto) - 28. Starszy brat (jap. 兄 Ani) - S05. Madżong (jap. 麻雀 Mājan) |                     |                        |                                                            |                        |
| 8 | 7 kwietnia 2017     | ISBN 978-4-06-388249-0 | 30 listopada 2021                                          | ISBN 978-83-8001-835-8 |
| Lista rozdziałów - 29. Gra we wrażenia (jap. 印象ゲーム Inshō gēmu) - 30. Nie rozbiorę się! (jap. 脱がないよ？ Nuganai yo?) - 31. Profesor nadzwyczajny (jap. 准教授 Jun kyōju) - 32. Młot Charpy’ego (jap. シャルピー衝撃試験 Sharupī shōgeki shiken) - 33. Nie wybralibyście się do podstawówki? (jap. 大人の林間学校 Otona no rinkan gakkō)                      |                     |                        |                                                            |                        |
| 9 | 6 października 2017 | ISBN 978-4-06-388290-2 | 18 lutego 2022                                             | ISBN 978-83-8001-886-0 |
| Lista rozdziałów - 34. Znajomi z pracy (jap. バイト仲間 Baito nakama) - 35. Naomi widzi wszystko (jap. 君にはよく見えている。 Otoya-kun ni wa yoku miete iru.) - 36. Lubisz czy nie? (jap. 好きなの? Suki na no?) - 37. Na poważnie (jap. 本気 Honki) |                     |                        |                                                            |                        |
| 10 | 7 marca 2018        | ISBN 978-4-06-511096-6 | 5 maja 2022                                                | ISBN 978-83-8001-930-0 |
| Lista rozdziałów - 38. Randka w kinie (jap. 映画デート Eiga dēto) - 39. Pora na aukcję (jap. オークションハウス Ōkushon hausu) - 40. White Lab (jap. ホワイト研 Howaito-ken) - 41. Na bezludnej wyspie (jap. 無人島へ行こう！ Mujintō e yukō!) - S06. Dyskusja grupowa (jap. グループディスカッション Gurūpu disukasshon)                                           |                     |                        |                                                            |                        |
| 11 | 6 lipca 2018        | ISBN 978-4-06-511979-2 | 31 sierpnia 2022                                           | ISBN 978-83-8257-004-5 |
| Lista rozdziałów - 42. Impreza na bezludnej wyspie (jap. 無人島で遊ぼう！ Mujintō de asobō!) - 43. Cast Away: poza imprezą (jap. 無人島を生き抜こう！ Mujintō o ikinukō!) - 44. Porady życiowe (jap. 人生相談 Jinsei sōdan) - 45. Jesteśmy kwita (jap. これでチャラ Kore de chara) - S07. Tour de Café (jap. カフェ巡り Kafe meguri)                                |                     |                        |                                                            |                        |
| 12 | 22 listopada 2018   | ISBN 978-4-06-513447-4 | 30 listopada 2022                                          | ISBN 978-83-8257-050-2 |
| Lista rozdziałów - 46. Lista letnich życzeń (jap. やり残し Yari nokoshi) - 47. Wizyta w domu (jap. 帰省 Kisei) - 48. Paszportowa wojna podjazdowa (jap. パスポート奪還作戦 Pasupōto dakkan sakusen) - 49. Hentai (jap. 変態) - 49.5. Kierunek: Palau! (jap. パラオへ Parao e)                                                                                       |                     |                        |                                                            |                        |
| 13 | 5 lipca 2019        | ISBN 978-4-06-516238-5 | 9 lutego 2023                                              | ISBN 978-83-8257-108-0 |
| Lista rozdziałów - 50. Nieoczekiwane spotkanie (jap. 再会 Saikai) - 51. Błękit Palau (jap. パラオの海 Parao no umi) - 52. Nagranie (jap. TV取材 TV shuzai) - 53. Plan zdjęciowy (jap. 収録現場 Shūroku genba) - S08. Wykrywacz kłamstw (jap. ウソ発見器 Uso hakken-ki)                                                                                              |                     |                        |                                                            |                        |
| 14 | 22 listopada 2019   | ISBN 978-4-06-517557-6 | 17 kwietnia 2023                                           | ISBN 978-83-8257-152-3 |
| Lista rozdziałów - 54. Pomocnik (jap. アシスト Ashisuto) - 55. Babskie rozkminy (jap. 女子トーク Joshi tōku) - 56. Nurkowanie dla przyjemności (jap. ファンダイビング Fan daibingu) - 57. Mama (jap. お母さん Okā-san) - S09. Czarna jenga (jap. 黒のジェンが Kuro no jen ga)                                                                                       |                     |                        |                                                            |                        |
| 15 | 22 maja 2020        | ISBN 978-4-06-519480-5 | 28 czerwca 2023                                            | ISBN 978-83-8257-192-9 |
| Lista rozdziałów - 58. Powrót z wakacji (jap. 夏休み明け Natsu yasumi ake) - 59. Randka grupowa: runda druga (jap. 合コンｒｏｕｎｄ２ Gōkon round 2) - 60. Kasztanobranie (jap. 栗拾い Kurihiroi) - 61. Zdrapka (jap. 宝くじ Takarakuji) - S10. Sztuka ucieczki (jap. エスケヰプ之スヽメ Esukewipu no susume)                                                       |                     |                        |                                                            |                        |
| 16 | 20 listopada 2020   | ISBN 978-4-06-521417-6 | 28 sierpnia 2023                                           | ISBN 978-83-8257-232-2 |
| Lista rozdziałów - 62. Narada wojenna (jap. 作戦会議 Sakusen kaigi) - 63. Okinawa wita ponownie (jap. 沖縄再上陸 Okinawa sai jōriku) - 64. Okinawa wita ponownie (bohaterowie drugiego planu) (jap. 沖縄再上陸（裏） Okinawa sai jōriku (ura)) - 65. Chaos dnia drugiego (jap. 二日目のカオス Futsuka-me no kaosu) - S11. Pieseczek (jap. 犬 Inu)                   |                     |                        |                                                            |                        |
| 17 | 5 sierpnia 2021     | ISBN 978-4-06-524292-6 | 16 listopada 2023                                          | ISBN 978-83-8257-301-5 |
| Lista rozdziałów - 66. Wyprawa Sakurako (jap. 桜子の旅 Sakurako no tabi) - 67. Faken szit! (jap. シット！ Shitto!) - 68. Obiekt uczuć (jap. 好きな人 Suki na hito) - 69. Powrót we dwoje (jap. 帰りの二人 Kaeri no futari) |                     |                        |                                                            |                        |
| 18 | 7 marca 2022        | ISBN 978-4-06-527041-7 | 23 maja 2024                                               | ISBN 978-83-8257-344-2 |
| Lista rozdziałów - 70. Śmiertelna rozgrywka (jap. デスゲーム Desu gēmu) - 71. Nocna gimnastyka (jap. 深夜体操 Shin’ya taisō) - 72. Kolejna porcja zgryzoty (jap. 哀しみアナザーラウンド Kanashimi anazā raundo) - 73. Misja: zmiana obiektu kochania (jap. 推し変チャレンジ Oshi hen charenji) - S12. Stołówka nr 1 (jap. 第一食堂 Daiichi shokudō)                 |                     |                        |                                                            |                        |
| 19 | 5 sierpnia 2022     | ISBN 978-4-06-528768-2 | 30 sierpnia 2024                                           | ISBN 978-83-8257-515-6 |
| Lista rozdziałów - 74. Hipnotyczny stan krytyczny (jap. ヒプノシスクライシス Hipunoshisu kuraishisu) - 75. Na galowo (jap. ドレスアップ Doresu appu) - 76. Przyjęcie (jap. 結婚パーティー Kekkon pātī) - 77. Fight Club: Ladies Only (jap. キャットファイト Kyatto faito) - S13. Katusze Shin’ichirō Yamamoto (jap. 山本真一郎の受難 Yamamoto Shin’ichirō no junan) |                     |                        |                                                            |                        |
| 20 | 6 kwietnia 2023     | ISBN 978-4-06-531329-9 | 7 listopada 2024                                           | ISBN 978-83-8257-561-3 |
| 21 | 5 października 2023 | ISBN 978-4-06-533089-0 | —                                                          |                        |
| 22 | 5 kwietnia 2024     | ISBN 978-4-06-535017-1 | —                                                          |                        |
| 23 | 7 października 2024 | ISBN 978-4-06-537098-8 | —                                                          |                        |
| 24 | 7 kwietnia 2025     | ISBN 978-4-06-538970-6 | —                                                          |                        |

## Anime
Adaptacja anime w oparciu o mangę została zapowiedziana 7 marca 2018 na łamach „Good! Afternoon”. Za produkcję wykonawczą odpowiadało studio Zero-G, za reżyserię i scenariusz Shinji Takamatsu, a za projekty postaci Hideoki Kusama. Premiera odbyła się 14 lipca 2018 na antenie MBS w paśmie Animeism, a ostatni, dwunasty odcinek wyemitowano 29 września. Poza Japonią, serial anime dostępny jest na platformie Amazon Prime Video.
29 września 2024 zapowiedziano drugi sezon serialu. Takamatsu powrócił jako reżyser i scenarzysta, a za animację odpowiadają studia Liber i Zero-G. Premiera odbyła się 8 lipca 2025.

### Lista odcinków
| N/o | Tytuł odcinka                                      | Premiera         |
| --- | -------------------------------------------------- | ---------------- |
| 1   | Deep blue Dīpu burū (ディープブルー)               | 14 lipca 2018    |
| 2   | Mizu no naka de (水の中で)                         | 21 lipca 2018    |
| 3   | Shin sekai (新世界)                                | 28 lipca 2018    |
| 4   | Dankon (男コン)                                    | 4 sierpnia 2018  |
| 5   | Ato no matsuri (後の祭り)                          | 11 sierpnia 2018 |
| 6   | Hatsu buddy Hatsu badi (初バディ)                  | 18 sierpnia 2018 |
| 7   | Doubles Daburusu (ダブルス)                        | 25 sierpnia 2018 |
| 8   | Otoko no cocktail Otoko no kakuteru (男のカクテル) | 1 września 2018  |
| 9   | Ōsama game Ōsama gēmu (王様ゲーム)                 | 8 września 2018  |
| 10  | Okinawa jōriku (沖縄上陸)                          | 15 września 2018 |
| 11  | Gokai nanda ga (誤解なんだが)                      | 22 września 2018 |
| 12  | Otōri (オトーリ)                                   | 29 września 2018 |

## Film live action
19 listopada 2019 wydawnictwo Kōdansha poinformowało, że seria otrzyma aktorski film live action w reżyserii Tsutomu Hanabusy. Za produkcję wykonawczą odpowiadała firma THEFOOL, a za dystrybucję Warner Bros. Japan. 30 stycznia 2020 podano do wiadomości, że premiera filmu odbędzie się 29 maja. 3 kwietnia na oficjalnej stronie filmu opublikowano komunikat, że w związku z pandemią COVID-19 oraz w trosce o zdrowie i bezpieczeństwo widzów, premiera ta została opóźniona bezterminowo. 29 maja aktorzy Ryō Ryūsei i Atsuhiro Inukai podczas specjalnej transmisji na żywo w serwisie Instagram ogłosili, że film otrzymał nowy termin premiery, tym razem datowany na 7 sierpnia 2020.

## Odbiór
W listopadzie 2018 nakład serii wynosił 3,5 miliona egzemplarzy, natomiast w sierpniu 2021 – 6,5 miliona.